# Интеллигентский фольклор
Интеллигентский фольклор — термин, предложенный советским филологом Ю. Б. Боревым, обозначающий «культурно-историческую форму воплощения социального опыта интеллигенции». По словам Борева, «большое место здесь занимают исторические анекдоты (в пушкинском смысле). К этим рассказам следует относиться по принципу: хочешь верь — хочешь не верь».
Юрий Борев так обосновал свой термин «интеллигентский фольклор»:
В тоталитарных обществах, где интеллигенция не могла доверить бумаге свой жизненный опыт, возник целый пласт культуры — интеллигентский фольклор, дающий альтернативную по отношению к созданной документами картину истории.